# Tipula penelope
Tipula penelope är en tvåvingeart. Tipula penelope ingår i släktet Tipula och familjen storharkrankar.

## Underarter
Arten delas in i följande underarter:
- T. p. eurykleia
- T. p. penelope